# Cleidion megistophyllum
Cleidion megistophyllum är en törelväxtart som först beskrevs av Eduardo Quisumbing y Argüelles och Elmer Drew Merrill, och fick sitt nu gällande namn av Airy Shaw. Cleidion megistophyllum ingår i släktet Cleidion och familjen törelväxter. Inga underarter finns listade i Catalogue of Life.